# 国際動物命名規約
国際動物命名規約（こくさいどうぶつめいめいきやく、International Code of Zoological Nomenclature、ICZN）とは、動物命名法国際審議会 (International Commission on Zoological Nomenclature, ICZN) による、動物の学名を決める際の唯一の国際的な規範である。同様の任にある国際藻類・菌類・植物命名規約、国際原核生物命名規約とあわせて、生物の学名の基準となっている。現在の最新版は第4版（1999年）。本規約が定めるのはあくまで学名の適切な用法であり、分類学的判断には一切関与しない。

## 制定までの歴史
よく知られているように、学名の歴史はリンネに遡る。動物の場合、命名法の起点は Linnaeus 『Systema Naturae』第10版、Clerck『Aranei Svecici』が出版された1758年（Clerckの著作は前年の刊行だが、起点とするため1758年と見なされる。 ICZN 3.1.）に設定されている。しかしながら、その国際的に統一された基準の設定にはその後長い時間を必要とした。
イギリスのヒュー・ストリックランドを中心とするグループは独自に動物命名法の案を練っていた。その成果は、チャールズ・ダーウィン、リチャード・オーウェン等で構成された委員会によって1842年に公表された。「ストリックランド規約」（英国協会規約）とも呼ばれるこの規約は他言語にも翻訳され、各国に影響を与えたという意味で国際基準化の嚆矢と言えなくもない。しかし、あくまでイギリス一国の規約にとどまっている。
真の国際基準化は1889年パリでの第1回国際動物学会議に始まる。その会議において議論された草案は、第3回会議（ライデン、1895年）での動物命名法国際審議会 (International Commission on Zoological Nomenclature) の発足と審議を経て、第5回会議（ベルリン、1901年）で採択された。それが『Règles internationales de la Nomenclature zoologique』（1905年）である。本書は仏語のみが正本とされており、同時出版された独語版と英語版 (International Rules of Zoological Nomenclature) は訳本という形になっている。日本語での呼称は『萬国動物命名規約』であり、後の国際動物命名規約を新規約と呼ぶのに対し旧規約とも呼ばれる。
萬国動物命名規約はその後数回にわたる国際動物学会議において改正を繰り返し、国際規約としての重役をおよそ半世紀の間務め続けることとなる。しかし、この旧規約には不備も多く、条項の修正や追加では対応できないとする意見が徐々に大勢になり始めた。それを受け、第13回国際動物学会議（パリ、1948年）で旧規約の総合改訂を行うことが決定する。
そして1958年ロンドンでの第15回国際動物学会議において正式に採択され1961年に発行されたのが、新規約とも呼ばれる本規約「国際動物命名規約」(International Code of Zoological Nomenclature) である。

## 改訂の沿革
国際動物命名規約は発行から3度の改訂を経ている。改訂の例（重要な部分とは限らない）と共に以下に略記する。
第1版（1961年）
旧規約では全36カ条だった条項が87カ条と実に倍以上に増加した。また、ここから動物命名規約では変種 (variety) と型 (form)、ならびに雑種が規約の対象外となっている。慣用名がさらに古い命名の発見によって自動的に無効化して混乱することを防ぐために先取権の原則に制限を加えた。
第2版（1964年）
第16回会議（ワシントン、1963年）での結果を受けて改正。先取権の制限が逆にさらなる混乱を産むことが懸念され、詳細な制度化を図る。
第3版（1985年）
国際動物学会議の後身である第18回国際生物科学連合総会（ウスタオーセ、1973年）においての結果を受けて改正。命名法の起点に、リンネに加えてClerckのクモ類の文献が追加された。また、前版までの先取権制限の制度化は不十分でやはり問題となったので、審議会の強権発動によるとの規定を設けている。
第4版（1999年）
改正の基となった会議は多岐に渡るので省略。1995年に公開された草案を基にさらに改訂を加えている。草案に対する意見・批評の多くがEメールで寄せられた。前版までの付録に登載されていたギリシア文字のローマ字への変換法や固有名詞のラテン語化法など、古典語に関する項がほとんど削除されている。一般勧告においても、記載に使用すべき言語として英・仏・独・伊・ラテン語の5言語が具体的に指定されていたのが廃止された。つい先頃まで記載にラテン語が必須であった植物学と様相が異なり、動物命名法は使用可能な言語の拡大に先んじている。

## 先取権の原則の例外措置
先取権の原則は学名の有効性の確認には簡便で有益であるが、これを厳密に適用すると学名の安定性には不都合が生じる。すなわち、それまで広く一般に受け入れられていたよく知られる学名が、出自の怪しい学名によって覆されることもあり得るのである。このような事項はむしろ学名を使用する際の利便を失うとの考えから、命名規約には先取権の原則には制限や例外が盛り込まれている。
動物命名規約ではそのような場合、動物命名法国際審議会に裁定を委ねることができる。審議会は適当と判断された場合には「強権」を発動して、命名法的行為の抑制や優先権の付与や置換名の設立を行う。

## 他の命名規約との関連
動物・原核生物・植物それぞれの命名規約は互いに独立しており、学名の規定に関する細部は規約ごとに異なる。これらを総括する規約は現在のところ存在しない。ただし、これらを統一して「Bio Code」や「bionomenclature」と呼ばれるものを制定しようという運動はあり、試案も作成されたことがある。そのための歩み寄りも各分野で少しずつ行われている。しかしながら、その統一への道のりは果てしなく遠い。
ただ少なくとも、規約を総括する機関として国際生物科学連合 (International Union of Biological Sciences, IUBS) への移行は進められており、動物ではすでに規約の批准は国際生物科学連合が行っている。
そのような状況のため、同じ界の中でなら規約により禁則である同名関係が、植物と動物の間では成り立っていることもある。例えばPieris属は動物ではシロチョウ科のモンシロチョウ属、植物ではツツジ科のアセビ属を指す。一応、現在では他の界にある名前は命名を控えるように勧告されている。

### 藻類・菌類・植物命名規約と動物命名規約のおもな相違点
前述のように、命名規約は大まかな方針では一致するものの、細部には多くの差異がある。参考までに、国際植物命名規約（藻類・菌類・植物命名規約の旧称）と国際動物命名規約の相違を、対応する規約の条項と共にいくつか挙げた。以下の略号は各規約の対応条項を示す。
- (ICBN 1.23.)：国際植物命名規約セントルイス規約・第1.23条
- (ICZN 1.23.)：国際動物命名規約第4版・条1.23.

些細なことであるが、条文「1.23.」を植物では「第1.23条」、動物では「条1.23.」と読むのも相違点の一つである。
反復名の取扱い
反復名 (tautonym) とは、種小名が属名と全く同じ形の学名である。
- 植物：反復名は禁則であり、属の移動などによって反復名が生じる場合は別の種小名が与えられる (ICBN 23.4.)。ただし植物においても「亜属名と種小名」「属名と亜属名」が同じものは許容される。もちろん「属名と亜属名と種小名」が同じでは反復名なので不可。
- 動物：反復名は何ら問題ではないことが明言されており (ICZN 18, 23.3.7)、実際に多用されている。
例：Pica picaカササギ Gorilla gorillaゴリラ など

献名された属名
- 植物：人名に献名した属名を作る場合には、その人物が男性・女性に拘わらず女性形にすることが望ましいとされる (ICBN 20A.1.)。 通常は語尾が "-a" の形となる。
例：シンガポールの創設者トーマス・ラッフルズ(Thomas Raffles)に献じられたRafflesia属、スウェーデンの植物学者アンデシュ・ダール(Anders Dahl)に献じられたDahlia属など
- 動物：特にそのような勧告は存在しない。

種小名の語頭
- 植物：原則として種小名およびそれ以下の階層の語は小文字で始まるべきだが、人名・地方語名・かつての属名に直接由来する場合には大文字で書き始めてもよい (ICBN 60F.1.)。
- 動物：種小名と亜種小名は例外なく小文字で書き始めなければならない (ICZN 5.1., 28)。

科・属・種・亜種より上の分類群
- 植物：亜連（動物でいう亜族）より上位の各分類群名に対して使用すべき語尾が指定されている (ICBN 16.1., 16A1.-3., 17.1., 18.1., 19.1.-3.)。
- 動物：上科から亜族までは使用すべき語尾が指定されているが、それより上位の分類群名に対して指定はない (ICZN 29.2.)。

科・属・種・亜種より下の分類群
- 植物：亜種より下位に変種・品種（動物でいうところの型）を認めている (ICBN 4.1.)。また、雑種についても規約内で扱われる (ICBN 3.2., H1~12)。
- 動物：新規約に伴い、亜種より下位の分類群（変種・型）と雑種に関しては規約の適用外となった (ICZN 45.5.)。
具体的な例として、A氏が "Xxx yyy var. aaa" と名付けた変種がB氏によって亜種に相当すると判断され "Xxx yyy aaa" と昇格されるとき、命名者はA氏ではなくB氏となる。さらに先取権の原則も適用されないのでB氏は"aaa"を無視して"Xxx yyy bbb"と名付けてもよい。

記載の言語
- 植物：新種（それ以外の新分類群も）の設定には、ラテン語で記述された記載文・判別文がなければ正式に発表したとは見なされない (ICBN 36.)。1996年1月1日以降発表の化石植物のみ「ラテン語か英語」とされている (ICBN 36.3.)。
- 動物：一般勧告において「広く通用する言語で書かれた要約を掲載するべき」であると言及するのみ。

付帯記号除去の方法
植物・動物とも、命名の基となった言語で使用されているアクサン、チルダなどアルファベットに付帯している記号はそれを取り除くことになっているが、以下の文字に関してはその換字方法に差異がある。
|         | ICBN          | ICZN       |
| ä, ö, ü | ae, oe, ue(1) | a, o, u(2) |
| è, é, ê | e (ae)        | e          |
| ø       | oe            | o          |
| å       | ao            | a          |
- (1) 分音記号（トレマ）の場合はそのままä, ö, üと記す。学名に許される唯一の付帯記号。
- (2) 例外として、1985年より前に公表された学名ではae, oe, ue, とする。